# История флорбола

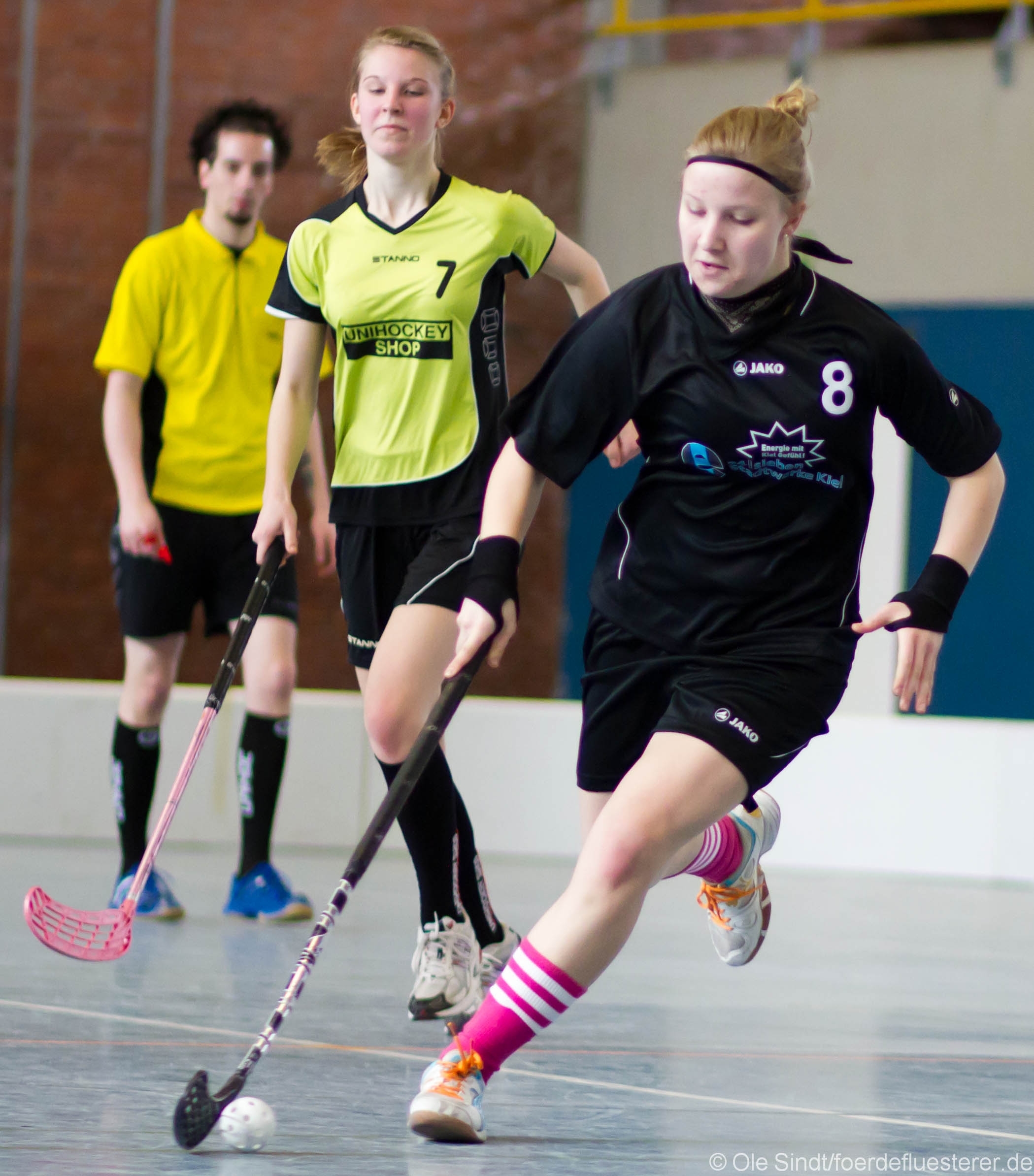
Женский флорбол

Историю флорбола принято отсчитывать с 1970-х годов, однако игры, аналогичные по своему смыслу флорболу, были известным во многих местах земного шара и до этого. Современный флорбол, видимо, начал зарождаться в 1958 году, когда в американском Лейквилле (штат Миннесота) начали выпускать пластиковые клюшки под брендом Cosom. В течение следующих лет Cosom-хоккей завоевал заметную популярность в США и Канаде, но в основном среди детей и подростков.
В это же время клюшки Cosom попадают в Швецию, где получают огромную популярность, особенно в университетах, школах и детских спортивных клубах. В это время игра была известна под разными названиями: пластиковый бенди, софт-бенди, бенди в зале.

## 1970—1980-е
С развитием флорбола в 1970-е годы стало очевидным, что необходимо выработать некие единые стандарты и правила игры. Так появился флорбол в близком к современному виде. Поэтому считается, что современный флорбол появился именно в Швеции в 1970-е годы. В Швеции игра получила название innebandy (хоккей с мячом в закрытых помещениях) из-за сходства клюшек с клюшками для бенди.
Удивительно быстрое распространение новой игры в Швеции связывают с хорошо развитой инфраструктурой детских спортивных клубов в этой стране, которым было необходимо предложить детям что-то новое. Эта же формула привела к успеху флорбола и в большинстве других стран, где он популярен сейчас.
Тогда же флорбол распространяется в Финляндию и Швейцарию. В Швейцарии он получает известность как unihockey (унифицированный хоккей), что подчёркивало разнообразие существовавших тогда форм этого вида спорта.
В Финляндию флорбол сначала попадает в формате игры 3×3. Официально большой флорбол в этой стране позднее получил название salibandy, что, как и в Швеции, означает хоккей с мячом в закрытых помещениях.

## 1980—1990-е
В 1981 году появляется первая национальная ассоциация — Шведская федерация флорбола. Неожиданно второй национальной ассоциацией в 1983 году становится Японская ассоциация флорбола. Символом японского флорбола стал Таканобу Йосино. В 1985 года национальные федерации были основаны в Швейцарии и Финляндии, а в 1986 году вместе со шведами они основали Международную федерацию флорбола IFF. Это событие произошло в шведском городе Хускварна.
Дешевизна экипировки, необходимой для флорбола, дала новому виду спорту дополнительный импульс роста популярности в 1990-е годы, когда экономическая рецессия заставила многие детские спортивные клубы искать недорогие варианты массового увлечения детей.
В 1991 году к IFF присоединились Дания и Норвегия.
В 1992 году в Цюрихе IFF проводит свой первый конгресс, на котором президентом федерации избирают Пекку Мукала, который заменил на этом посту Андраша Цитрома. В этом же году к федерации присоединяется Венгрия.
В 1993 году под эгидой IFF организуется первый клубный международный турнир — Европейский кубок, матчи которого прошли в Хельсинки у женщин и в Стокгольме у мужчин. Новыми членами федерации становятся Чехия и Россия.
В 1994 году был разыгран первый международный турнир среди сборных под эгидой IFF. Им стал Чемпионат Европы среди мужчин. В соревнованиях, проходивших в Финляндии, кроме хозяев приняли участие ещё 7 команд: Чехия, Дания, Венгрия, Норвегия, Россия, Швеция и Швейцария. В финале шведы оказались сильнее соседей из Финляндии 4:1, став таким образом первыми в истории чемпионами Европы.
Флорбол в это время продолжает распространяться по всему миру. К IFF присоединяются Япония и США, а также Эстония, Германия и Латвия.
В 1995 году был организован первый Чемпионат Европы среди женщин, а также второй среди мужчин. Оба турнира прошли в Швейцарии. Чтобы позволить принять в них участие сборной Японии, чемпионатам был придан открытый статус. В этом же году федерация расширяется за счёт Бельгии и Сингапура.
В 1996 году в Швеции прошёл первый в истории Чемпионат мира среди мужчин. Финал этих соревнований привлёк на стадион 15 106 болельщиков. Победителями ожидаемо стали хозяева. В 1996 году к Международной федерации флорбола присоединилась первая страна из Океании — Австралия. Офис IFF был перенесён в Швецию и в нём появился первый сотрудник — Штефан Кратц.
В 1997 году был сыгран первый Чемпионат мира среди женщин. Турнир прошёл в финском городе Оланд. Победу одержали девушки из Швеции, обыгравшие в финале хозяек 4:2. В это же время к IFF присоединяются Австрия, Великобритания и Польша.
Поскольку число членов IFF возросло, прошедший в 1998 году второй Чемпионат мира среди мужчин был разделён на два дивизиона — A и B.
В 1999 году членом IFF впервые стал представитель Южной Америки — Бразилия. Помимо неё к федерации присоединились Нидерланды и Словакия. На женском Чемпионате мира победу впервые в своей истории одержали финки. Как и у мужчин, турнир был разделён на два дивизиона.

## 2000-е
К концу 1990-х быстро набиравший в мире популярность флорбол стал достаточно известным, чтобы претендовать на профессиональное признание. В 2000 году IFF получила временное членство в GAISF (General Association of International Sports Federation).
В 2001 году впервые были организованы международные турниры для юных флорболистов. Юношеский чемпионат мира (для юношей до 19 лет) был проведён в Германии. Федерацию в этом году пополнили Испания, Италия, Словения, Канада и Новая Зеландия.
В 2002 году состоялся первый Университетский чемпионат мира по флорболу. Местом его проведения стала Швеция. В том же году новыми членами IFF стали Малайзия, Индия и Грузия.
В 2003 году IFF подала в Международный олимпийский комитет (МОК) заявку на признание. Эта заявка, однако, так и не была рассмотрена, поскольку МОК поменяла правила их рассмотрения. В этом же году IFF подписала антидопинговый кодекс ВАДА, а Франция вошла в состав федерации.
20 мая 2004 года IFF стала полным членом GAISF, сменившей название на СпортАккорд. В 2004 году также был сыгран первый Чемпионат мира среди девушек (до 19 лет), прошедший в Финляндии. Кроме того, в Чемпионате мира среди мужчин добавился дивизион C. В этом же году новым членом IFF стал Пакистан.
В 2005 году впервые Чемпионат мира среди женщин прошёл за пределами Европы — в Сингапуре. Его победителем также впервые стали девушки из Швейцарии. В этом же году офис IFF был перенесён в Хельсинки, а число его сотрудников увеличилось с одного до трёх. Международная федерация флорбола начала разрабатывать программу развития, включающую в себя семинары для тренеров, арбитров и организаторов. В состав IFF вошли Южная Корея, Украина, Лихтенштейн и Исландия.
Также в 2005 году с целью ускорения развития флорбола в Азии и Океании IFF инициировала создание Конфедерации флорбола Азии и Океании (AOFC). Позднее офис AOFC расположился в Сингапуре.
В феврале 2006 году IFF обновила свой логотип и свой веб-сайт. Восемь матчей мужского Чемпионата мира, проходившего в Швеции, транслировались по телевидению. А финал был показан Евроспортом. Полное число телезрителей, следивших за ходом чемпионата, составило 2,2 млн. К IFF присоединились Монголия и Армения.
В 2007 IFF приняло решения изменить календарь международных соревнований, чтобы способствовать дальнейшему развитию флорбола. К юношескому чемпионаты миру требовался квалификационный турнир, а для Еврофлорбол-кубка (сменившего Европейский кубок) число квалификаций увеличилось с одного до трёх. Международная федерация школьного спорта в Чехии провела первый ISF Школьный чемпионат мира. В декабре IFF во второй раз подала заявка в МОК на признание. Членами федерации стали Молдова, Ирландия, Израиль, Сербия, Аргентина, Таиланд и Португалия.
11 декабря 2008 года МОК выдал IFF временное членство. Число сотрудников офиса увеличилось до пяти человек. Членом IFF стала первая страна из Африки — Сьерра-Леоне. Также к федерации присоединились Турция и Румыния. На 7-м Чемпионате мира среди мужчин был установлен новый рекорд посещаемости — 104 018 болельщиков за время турнира. 17 игр чемпионата были показаны по телевизору. А его победителем впервые стала сборная Финляндии.
В 2009 году IFF пополнилась Беларусью, Ираном и Индонезией. IFF подписала обновлённый антидопинговый кодекс ВАДА. Также были приняты обновлённые правила игры, вступившие в силу с началом сезона 2010/2011.
На прошедшем в декабре в Финляндии Чемпионате мира среди мужчин 2010 были введены новые правила — в турнире принимали участие 16 команд вместо 20. На этом же турнире был поставлен новый рекорд посещаемости — 2035 зрителей в среднем на матче. Членом IFF стала Литва. С целью усиления влияния флорбола в мире IFF обновила свою стратегию и начала продвижение слогана «One World — One Ball» (Один мир — один мяч).
В 2011 году IFF отмечала своё 25-летие, и этот праздник был украшен 8 июля официальным полным признанием со стороны МОК. IFF получила также ассоциативное членство в International Master Games Assocition и подписала Брайтонскую декларацию о равенстве полов в спорте. На прошедшем в Германии юношеском чемпионате мира был побит рекорд общей посещаемости турнира. IFF организовала новый клубный международный турнир — Кубок Чемпионов, розыгрыш которого состоялся в октябре в Чехии. Соответственно была изменена схема розыгрыша Еврофлорбол-кубка. В состав федерации вошли Филиппины и Ямайка, увеличив число членов до 54.
3 ноября 2012 года было принято решение о присоединении к IFF Мозамбика — второго представителя африканского континента.
27 мая 2013 года Международная федерация флорбола стала членом Международной ассоциации всемирных игр. Таким образом, флорбол получил возможность быть представленным на Всемирных играх — международных соревнованиях по видам спорта, не входящим в программу Олимпийских игр.
1 сентября 2013 года к Международной федерации флорбола присоединилась ещё одна африканская страна — ЮАР.

## Флорбол в России
В России, начиная с 1992 года «Российский центр ринкбола и флорбола» — в дальнейшем «Федерация ринкбола и флорбола» — организует и проводит Кубки и Чемпионаты России. Наибольшее развитие флорбол получает в Московской, Нижегородской, Омской, Архангельской и Ленинградской областях. В 1999 году Федерация получает новое название — «Союз Флорбола России», а в 2005 реорганизуется в «Федерацию Флорбола России». В 2012 году «Федерация флорбола России» прекратила своё существование и её функции взяла на себя «Национальная федерация флорбола России», которая была аккредитована Министерством спорта Российской Федерации.
Чемпионат России среди женских и мужских команд проводится по схеме осень-весна в 4 тура. Участие принимают 10 команд — в мужском Чемпионате и 6 — в женском. Победитель Чемпионата России получает право участвовать в отборочном раунде EuroFloorball Cup.
Чемпионы России среди мужских команд в различные годы — «Спартак-2» г. Москва, «Торпедо» Мос.обл., «Портовик» г. Архангельск, «Двина» Арханг.обл. г. Новодвинск, «Полёт» г. Омск, «Нижегородец» г. Нижний Новгород, «Помор» Арх. обл., «Олимп» г. Фрязино, «Наука» г. Северодвинск
Чемпионы России среди женских команд в различные годы — «Вика» г. Нижний Новгород, «Эдельвейс» г. Нижний Новгород, «Водник» г. Нижний Новгород, «Нижний Новгород ФБК-30» г. Нижний Новгород, «Наука-Буревестник» Архангельская область, «Наука-Трэвэлстрой» г. Северодвинск
Официально аккредитованная Министерством спорта России руководящая организация — Национальная федерация флорбола России, базирующаяся в Москве. Президент федерации - Чернов Максим Александрович